# Strada nazionale 38 del Gran San Bernardo
La strada nazionale 38 del Gran San Bernardo era una strada nazionale del Regno d'Italia, che congiungeva Aosta alla Francia mediante il passaggio per il colle del Gran San Bernardo.
Venne istituita nel 1923 con il percorso "Aosta - Gran San Bernardo".
Nel 1928, in seguito all'istituzione dell'Azienda Autonoma Statale della Strada (AASS) e alla contemporanea ridefinizione della rete stradale nazionale, il suo tracciato costituì per intero la strada statale 27 del Gran San Bernardo.